# Joann Sfar
Joann Sfar (ur. 28 sierpnia 1971 w Nicei) – francuski rysownik i scenarzysta komiksowy oraz reżyser filmowy. 
Przedstawiciel tzw. "nowej fali" komiksu franko-belgijskiego. Tworzy realistyczne i fantastyczne komiksy, niektóre nawiązujące do tematyki żydowskiej (Sfar jest z pochodzenia Żydem). 
Jest scenarzystą i reżyserem filmu biograficznego Gainsbourg z 2010 r. oraz filmu animowanego Kot rabina z 2011 r. na podstawie własnej serii komiksowej o tym samym tytule.

## Komiksy Joanna Sfara wydane po polsku
Mały świat Golema (1998; wydanie polskie 2009).
Profesor Bell
Seria składająca się z pięciu tomów.
- 1. Dwugłowy Meksykanin (1999; wydanie polskie 2010)
- 2. Lalki Jerozolimy (2000; wydanie polskie 2010)
- 3. Frachtowiec Króla Małp (2002; wydanie polskie 2012)
- 4. Promenada Angielek (2003; wydanie polskie 2012)
- 5. Rowerem przez Irlandię (2006; wydanie polskie 2013)

Mały Wampir (1999–2005, zbiorcze wydanie polskie 2017)
Merlin
Autor scenariusza, rysunki: José Luis Munuera ; kolory: Julia
- 1. Kanapka z Szynką (1999; wydanie polskie 2015)
- 2. Merlin kontra Święty Mikołaj (1999; wydanie polskie 2015)

Wampir (2001–2005; zbiorcze wydanie polskie 2014)
Aspirine (2004-2007; zbiorcze wydanie polskie 2015)
Kolejne opowieści ze świata komiksu Wampir.
Ostatki (2013; wydanie polskie 2016)
Dodatkowe materiały i historie ze świata komiksu Wampir, pochodzące ze zbiorczego wydania francuskiego.
Kot rabina
Seria składająca się z jedenastu tomów.
- 1. Bar micwa (2002; wydanie polskie 2004)
- 2. Malka lwi król (2002; wydanie polskie 2005)
- Kot rabina 1–5 (zbiorcze wydanie polskie 2013)
- 6. Nie będziesz miał cudzych bogów przede mną (2015; wydanie polskie 2015)
- 7. Wieża Bab-El-Oued (2017; wydanie polskie 2019)
- 8. Koszyczek migdałów (2018; wydanie polskie 2019)
- 9. Królowa szabatu (2019; wydanie polskie 2020)
- 10. Wracajcie do siebie! (2020; wydanie polskie 2021)
- 11. Biblia dla kotów (2021; wydanie polskie 2022)

Sokrates półpies (2004–2009; zbiorcze wydanie polskie wszystkich trzech tomów 2015)
Klezmerzy
Seria składająca się z pięciu tomów.
- 1. Podbój Wschodu (2005; wydanie polskie 2009)
- 2. Wszystkiego najlepszego, Scyllo (2006; wydanie polskie 2019)
- 3. Sami złodzieje! (2007; wydanie polskie 2021)

Mały Książę (2008; wydanie polskie 2009)
Nie musisz się mnie bać (2016; wydanie polskie 2017)
Donżon
Współautor scenariusza razem z Lewisem Trondheimem, seria rysowana przez różnych artystów.

Polskie wydania zawierają tomy z różnych cykli wydawanych w latach 1998-2008.
- Donżon : wydanie zbiorcze T. 1 (wydanie polskie 2019)
- Donżon : wydanie zbiorcze T. 2 (wydanie polskie 2020)
- Donżon : wydanie zbiorcze T. 3 (wydanie polskie 2022)
- Donżon : wydanie zbiorcze T. 4 (wydanie polskie 2022)

Pieśń o Renarcie
- 1. Mistrz forteli (2020; wydanie polskie 2022)